# Праздники Сомалиленда
Праздники Сомалиленда основаны на двух официальных календарных системах: в основном на григорианском календаре и на исламском лунном календаре для религиозных праздников.
| Дата                                                              | Русское название                                             | Название на английском                           |                         |
| Григорианский календарь                                           | Григорианский календарь                                      | Григорианский календарь                          | Григорианский календарь |
| ----------------------------------------------------------------- | ------------------------------------------------------------ | ------------------------------------------------ | ----------------------- |
| 1 января                                                          | День Нового года                                             | New Year's Day                                   |                         |
| 1 мая                                                             | Первое мая                                                   | Labour Day                                       |                         |
| 18 мая                                                            | День независимости Сомалиленда                               | Independence Day on Somaliland                   |                         |
| 26 июня                                                           | День независимости Государства Сомалиленд                    | Independence Day State of Somaliland             |                         |
| Даты, отмечаемые по исламскому календарю мусульманами Сомалиленда |                                                              |                                                  |                         |
| 12 раби аль-авваль                                                | Мавлид (День рождения пророка Мухаммеда)                     | Mawlid Nabi (Birthday of Muhammad)               |                         |
| 27 раджаб                                                         | Исра и мирадж (Вознесение Мухаммеда на небеса)               | Isra and Mi'raj (Muhammad's Ascension to Heaven) |                         |
| 1 шавваль                                                         | Ураза-байрам (окончание Рамадана)                            | Eid al-Fitr (End of Ramadan)                     |                         |
| 10 зу-ль-хиджа                                                    | Курбан-байрам (Праздник в память о жертвоприношении Авраама) | Eid al-Adha (Fesat of Sacrifice)                 |                         |
| 1 мухаррам                                                        | Мусульманский Новый год                                      | Islamic New Year                                 |                         |
| 10 мухаррам                                                       | Ашура                                                        | Ashura                                           |                         |